# ダブルアーツ
『ダブルアーツ』は、古味直志による日本の漫画作品。『週刊少年ジャンプ』（集英社）2008年17号から41号まで連載された。古味の初連載作品であり、小学生の頃から連載用に構想を温めていた。古味は連載開始にあたり、「読んだ人が元気づけられたり勇気が出たりしてくれれば」とコメントしている。打ち切りになったために中途半端な所で最終回を迎え、多くの謎が残ったままになった。

## あらすじ
未知の奇病「トロイ」が蔓延する世界で少女・エルーは、自らもトロイに感染しつつ、感染者の毒を吸引する巡回僧（シスター）として患者に治療を施し続けていた。シスターの宿命として長く生きられないことを冷静に受け止めつつ、トロイの無くなる世界を夢見ていたが、帝国南西部にある街・タームでの治療の帰り、ついに彼女はトロイの発作を起こす。エルーが死を覚悟したその時、絵描きの少年・キリが偶然彼女の手を取ったことで、エルーの発作は収まる。
キリは、エルーに触れてもトロイに感染しないばかりか、エルーに触れている間は彼女の発作を止めることができるという特殊な体質を持っていた。シスター協会の指令を受けて、二人はキリの体質を解明するためにシスター協会本部へ向かうことになるが、シスター協会からその間は「一切手を離してはいけない」と言われる。

## 登場人物

### 主要登場人物
エルレイン・フィガレット
通称「エルー」。16歳の少女。シスター協会コード4003。髪の毛が不自然に立っているが実は寝癖であり、寝相も非常に悪い。幼いころ「トロイ」に感染したが、耐性が強く発病しなかったためシスターとなった。肉親を含む町中の人間をトロイによって失った過去を持つ。シスターの宿命を受け入れ、20歳までは生きられないという諦めの気持ちを持ちながらも、シスターとして患者の治療を続けている。「武の民（ナギン）」であるため運動能力は高く、ダンスの経験もある。8歳でシスターの資格をとったことや、トロイの治療回数が普通のシスターより多いことから、協会の中ではかなりの有名人である。シスター・マーサから「白い妖精」の名称を贈られている。タームの街での治療の帰りに発作を起こすが、偶然キリと出会ったことで一命を取り留める。その後、シスター・マーサより、キリをシスター協会へ連れて行くことと、その間は一度も手を離してはならないことを命じられる。トイレに行く時もお風呂に入る時も寝る時も1秒も手を放すことをできなくなるため、マーサに激しく抗議したが、軽く聞き流された。初期はトロイの接触感染を防ぐために指定された制服を着用していたが、双戦舞を体得する上でシスターの服装ではかなり疲れるため、専用のコスチュームを自分でデザインして作った。肩・足などの露出が目立つようになっている。
作者の次回作であるニセコイの3回目の人気投票では、作中で登場しないにもかかわらず10位にランクインした。
キリ・ルチル
洋裁屋の息子。16歳。生まれつき特殊な体質を持ち、トロイに感染しないばかりか、トロイの感染者に触れると、その感染者の発作を止めることができる。このほかに、他人と手を繋ぐことで手をつないだ全員の肉体機能を強化することもできる。キリはこの現象を「フレア」と呼んでいる。発作を起こして倒れたエルーを偶然助けたことから、エルーとずっと手を繋ぐことになる。突然の出来事に動揺することなく、生きることに諦めを持つエルーを諌める心の強さを持っている。ガゼルに対しても、護身術を知らないにも関わらず正面から立ち向かう。他人を犠牲にすることを嫌い、感情任せの後先考えない行動をとって逆に自分を窮地に追い込んでしまうことがある。他人のためになぜここまで頑張れるのかというエルーの質問には、もっともらしい理由をつけて答えていたが、実際はエルーに一目惚れして彼女を守ることを決意したためだった。芸術の才能を持ち、家には絵画や彫像などが置かれている。ターム感謝祭彫刻コンテストの審査員特別賞を受賞した「うんこ大魔神EX」は自信作である。ターム感謝祭の最高責任者も務める。手先はかなり器用で、片手で絵を描いたり一瞬で彫像を彫ることもできる。片手で絵を描くときは、中指・薬指・小指の3本で紙を支えて、親指と人差し指でペンを持って描いている。
スイ
キリの元彼女。キリはエルーに対して幼馴染であると誤魔化していた。16歳。髪に気を使っており、髪を傷つけられると激怒する。喧嘩好きで、普段から暴れられる機会を狙っている。かつてキリも目を付けられ、三日三晩尾行されたことがある。惚れやすく飽きやすい性格で、タームにいる若い男性はほとんどが彼女の元彼である。キリも3回告白されたがすべてその翌日にふられた。現在も10人以上の男性と交際している。さくらんぼが好物で、道中に真顔で「必要経費のうち」と称して樽単位で買うように要求した。「武の民（ナギン）」の中でも数少ない「純血の武の民（クリアナギン）」の一人で、身体能力は非常に高い。「アヴィー」という愛称の鉄製のフープを武器にしている。巨大な武器のため、普段は4分割にして髪の内に携帯し、戦闘時にそれらを組み合わせて使用する。旅の剣士や傭兵なども含め、自分が強そうだと認めた1000人以上の男と戦い、一度も負けたことが無かったが、ファランに手合せを申し込んだところ、一瞬で組み伏せられ、負けた悔しさから号泣する。
ファラン・デンゼル
デオドラドに住むマーサ・ラグナと面識のある男性で、彼女とは屋台で出会った。キリとエルーに「双戦舞（ダブルアーツ）」を指導する。黒髪で前髪が交差している。色々と伝説があるらしいが、そのほとんどが誇張された作り話である。武術家として知られ、世界各地に多くの弟子を持つ。元々、ある国の遊撃部隊に所属していた。山賊500人を単独で討伐したことがあり、その強さはスイを上回る。可愛いものが好きだが、動物には嫌われるらしく、動物に餌などをあげようとすると、その動物は全速力でどこかに去ってゆく。また、ハンバーグが好きでニンジンが苦手、レストランでお子様ランチを注文し、趣味はお子様ランチの旗やお面集めという一面を持つ。「自分のためにしか戦わない」という信念を持っているが、それは本人にとっては呪いのようなもので、その信念を破れば相応の報いを受けるであろうと語っている。

### シスター
マーサ・ラグナ
シスター協会本部にいるシスター。エルーのトロイ発症とキリの特殊な体質に関する報告を受けて、エルーに「手を繋いだままキリをシスター本部へ連れてくること」を電話で命じる。壊滅した町から幼いエルーを見つけ出し、シスターとして育てた経緯がある。真面目な司令を出す際の言葉遣いは冷静だが、ときに軽い口調になることがある。作中では声だけで姿は現さなかった。
ハイネ・クローチェ
本部外出身のシスター。関西弁が特徴で敬語が苦手である。昔は画家を目指していた。エルーと同様にトロイで両親を亡くし、その後シスターとして協会に入る。連絡を受けたシスターが来るのが遅れたために両親が亡くなり、そのシスターをずっと責めていたが、自分も同じような境遇に陥った時に患者の遺族から感謝の言葉を述べられたことで、考えを改めて一人でも多くの人を救おうと努力した。消滅しかかっていたところをキリとエルーに助けられ、再び画家としての道を歩み始める。なお、彼女が次に描くと決めた絵は手を繋ぐエルーとキリの二人であり、その構図は本作のタイトルロゴにある二人のシルエットと同一である。

### ガゼル
ルーシー・ゼズゥ
11人のガゼルメンバーの一人で、ガゼルに所属する多数の暗殺者を統率している。大柄な長髪の男で、身の周りに多数のカラスを従えている。武器は一切持たず、瞬間移動のように一瞬で間合いを詰めたり、手刀のみで相手の身体を斬り裂くなど、戦闘に関する実力はほかのガゼルとは一線を画している。「鳥葬にしてやる」が口癖である。また、トロイ感染者を一目で見分けることができる。トロイに感染しない身体を持つキリを計画の妨げとなる存在として抹殺するため、聖アルル教会に単身で乗り込む。メイルシスターを殲滅し、彼女達を助けに戻ったキリとエルーを窮地に陥れるが、キリのフレアに興味を抱き、一時撤退する。フレアについて何かを知っている様子である。
アブロ・リベリカ
「毒殺アブロ」の異名を持つガゼルの暗殺者。一夜で200人の人間を毒殺したことで知られる凶悪な殺人鬼である。強い実力を持つ者と戦い、相手を十分に痛めつけて弱らせたところに毒を与え、その苦しむ姿を見て殺すことを楽しんでいる。この世で最も苦しんで死ぬ毒について研究している。毒を塗った短剣を武器に使うが、足技の達人でもある。キリとエルーを抹殺するために送り込まれたが、本人は彼等に興味を示さず、ファランとの戦いを望んだ。鎖付きの大斧を武器にしているベルキン、仮面を装着し槍を武器にしているジュマルとチームを組んでいる。
ヴィグ
ガゼルの暗殺者。キリ達のコンビネーションに敗れ、捕縛されてレンケと共に移送される途中、ゼズゥに救出される。掲載時はエルーに触れられてもトロイに感染しなかったが、単行本では修正された。
レンケ
ガゼルの暗殺者でヴィグのパートナーである。温厚そうな中年の男性を装っているが、実際は残忍な性格をしている。ナイフを使用した戦闘を得意とする。助太刀に入ったスイに圧倒される。捕縛されてヴィグと共に移送される途中、ゼズゥに救出される。

### その他
ミンク・ルチル
キリの母親。旧姓はヒルガルテ。洋裁屋を営んでいる。小柄なため、エルーは最初、彼女をキリの妹と間違えた。快活な性格で、初対面のエルーにも寛大な態度を示す。
ウラテス・ルチル
キリの父親。母親とは反対に身長がかなり高い。キリは「無口だが気さくな性格」であると述べ、本人も「どうも、気さくな父です。」と自己紹介した。キリと共に炊事全般を担当している。ミンクとは洋裁学校の入学試験で出会った。
ティセラ・ゴードン
デオドラドに住む占い師兼情報屋。キリやファランの知り合いで「予言おばさん」と呼ばれている。大の酒好き。「ティセラ・ゴードン」は偽名で、時々名前を変えているらしいが、前の偽名をばらしてしまうなど、間の抜けたところがある。前の偽名は｢シャルメリ・カンドラ｣である｡
ムージー・アランスタ
ティセラと共に暮らしてる女性。ティセラの事を師匠と呼ぶ。目に包帯を巻いている。
ヘイム
聖アルル教会を守る隻眼の青年。エルーとキリの旅に同行しようとした矢先にゼズゥの不意打ちを受けた。

## 用語

### トロイ
正式名称は「透化病（とうかびょう）」で、作中の700年前に初の発症例が確認され、これまで10億人以上がトロイの犠牲になったという設定である。既に感染している者への接触によって感染し、発症すると発作を起こして徐々に身体が透けて1分程度で消滅する。感染者の手は冷たい。
トロイの治療法は、患者の体から毒を吸い出す「吸引（ドレイン）」と呼ばれるものである。女性の中には稀にトロイへの耐性が強い者が存在し、そのような女性がシスターとなり、患者の身体に直接触れることで患者の毒を自分の身体に吸引して病気の進行を抑える。しかし、吸引ではトロイを完治することはできず、完全な治療法は未だに確立されていない。

### フレア
キリが持つ不思議な力で、キリに接触した人間の免疫力・治癒力・肉体機能を強化させることができる。手をつなぐなど、触れる人数が多ければ多いほどその力もより増大する。「フレア」という名称はキリが名付けた。キリとは別にもう一人フレアを使える者の存在を示唆する描写があるが、作中には登場しない。

### 双戦舞（ダブルアーツ）
ファランが編み出したキリとエルーの二人一組の武術である。ワルツをベースとした戦い方で、元々ダンスの素養があるエルーと、フレアの力を持つキリが力をあわせることで無類の強さを発揮する。 

### 組織

#### シスター協会
トロイへの耐性が強い女性を集め、一時的な治療をするために結成された集団である。「シスター」を各地に派遣してトロイの治療を行うほか、協会本部内にある「トロイ研究所」で決定的な治療法の研究を模索している。また、ガゼルと遭遇したときのために、シスターに簡単な護身術も指導している。
「シスター」は教会に所属する女性で、トロイへの耐性が高い女性がシスターとなる。シスターには、治療専門のメイルシスターと戦闘専門の修道騎士（ミリティア）シスターが存在する。ミリティアの中には、トップクラスの実力を誇る部隊・ファルゼンがあり、王国騎士団の一個大隊となんら遜色ない程の戦力を持つとされている。エルーはメイルシスターに該当する。治療のとき以外はフード付きの衣装に手袋と、極端に素肌を見せない。全員がトロイの感染者であり、患者の肌に直接触れることによって患者の毒を自らの身体の中に移す「吸引（ドレイン）」と呼ばれる治療を施している。トロイへの耐性が高いとはいえ、吸引した毒は自身の身体に蓄積することになるので、いずれトロイを発症して消滅する。一般人との接触も極力避けており、「トロイを治す者」として感謝されることもあれば、「トロイの感染者」として迫害を受ける対象にもなる。また、シスターは常にガゼルに命を狙われている。シスター本部で護身術を会得しているが、基本的にはガゼルに遭遇したら逃走するように指導されている。

#### ガゼル
シスターの命を狙う謎の暗殺集団。なぜシスターを狙うのかは明らかにされていないが、エルーはトロイを治療できるからだと考えており、それに対してガゼルメンバーであるゼズゥは「邪魔だから」「シスターにトロイを治療されるのは困る」と述べている。構成員は戦闘のプロフェッショナルであり、ターゲットを執拗に追い詰めることで知られているという設定である。多数のシスターがガゼルによって殺害されており、シスター達はガゼルと遭遇したら逃走するように言われている。
ガゼルを創設した11人は「ガゼルメンバー」と称され、その事実は協会内でも上層部にしか知らされておらず、協会側も100年間でガゼルに関して認知したのはこの事実だけという設定である。確認されているガゼルメンバーは、作中ではゼズゥだけである。作中の100年以上前から存在するガゼルを創立した人間が生きているとは考えにくく、ゼズゥを含む11人の名前は世襲されているのではないかとマーサ達は推測している。トロイについて何か知っているようである。ガゼルメンバーを統率する女性がいるようだが、作中では明らかにされていない。ガゼルには捕獲専門部隊が存在し、号泣する雨（ワイルレイン）という広範囲制圧捕獲兵器を使用する。

### 地理
ターム
キリの生まれ故郷であり、芸術で有名な街である。年に一度、感謝祭が行われている。
デオドラド
タームの隣町。
ナギンゼリア国
広大な国土を有する国。首都のナギンゼリアにシスター協会本部がある。
ニタン帝国
ナギンゼリアに隣接する大国。タームとデオドラドもこの国内にある。
聖アルル教会
シスターたちの隠れ宿。ガゼルから狙われることを避けるための理由などから、存在は非公開とされている。最低一人は用心棒が存在する。

### 民族
武の民（ナギン）
世界中の4つの種族の中で、最も人口が多く、最も勇猛な肉体を持つ種族である。数百年にわたり大陸を治めた。ナギンの純血種は「純血の武の民（クリアナギン）」と称されているが、作中では数が少ないという設定である。
壁の民（ベイガー）
世界一手先が器用な種族で、建造物や工芸品の製作が得意である。

## 単行本
1. 運命の人　ISBN 4-0887-4559-0 / ISBN 978-4-0887-4559-6
ジャンプ十二傑新人漫画賞受賞作「island」(アイランド)が収録されている。
2. 戦おう　ISBN 4-0887-4583-3 / ISBN 978-4-0887-4583-1
3. 君は最初から　ISBN 4-0887-4613-9 / ISBN 978-4-0887-4613-5